# 蒂利库特里
蒂利庫特里（英語：Tillicoultry，苏格兰盖尔语：Tullich Cul Tir，意指「山脚下」），苏格兰克拉克曼南郡奥克尔山麓的小鎮。有八百多年历史，纺织业为該鎮主要产业。
蒂利庫特里镇以东6公里有杜拉镇，以西5公里有阿尔瓦镇。